# Wirbelsturm in Oberbayern vom 14. Juli 1894
Der Wirbelsturm vom 14. Juli 1894 führte zu erheblichen Schäden am Nordrand des Ebersberger Forsts etwa 30 km östlich von München. Der Kirchturm der Kirche der Ortschaft Forstern wurde stark beschädigt; die Trümmer beschädigten die gesamte Kirche. Es gab zwei Tote und weitere Verletzte. Jahre zuvor hatte schon der Nonnenraupenfraß zu Schäden in der Region geführt.
Die Coburger Zeitung berichtete: „München, 16. Juli. Mehrere Ortschaften Oberbayerns wurden am Sonnabend von einer cyclonartigen Windhose heimgesucht; 200 Anwesen wurden zerstört. 100 Pioniere sind zur Hülfeleistung hingesandt.“
Die Münchner Neuesten Nachrichten vom 17. Juli 1894 berichteten: „Ein heftiger Hagelschlag ging heute zwischen 14h30 und 15h00 unter Blitz und Donner auf unsere Stadt nieder. Der Himmel war so finster, daß man nur mit Mühe im Zimmer lesen konnte. Die Schloßen fielen mit furchtbarer Gewalt herab und hatten die Größe von Haselnüssen, teilweise auch von Taubeneiern. Die Wege in den Anlagen waren bedeckt mit Blättern und Zweigen. Gegen 6h (=18h) machte sich bei Abkühlung der Luft ein starker Sturmwind bemerkbar, der stoßweise auftrat und eine bedeutende Gewalt entwickelte, dann begann es zu regnen mit Blitz und Donner. Trudering wurde schwer von dem Hagel betroffen. Hühnereigroße Schloßen fielen vom Himmel, am neugebauten Schulhause wurden an der Westseite sämmtliche Fenster zertrümmert. Im Freien wurden viele Vögel, Rebhühner und Hasen erschlagen. Auch in Feldkirchen und Salmdorf wurden die Dächer durch den Hagel beschädigt.“

## Abbildungen

Kirche von Forstern, außen
Kirche von Forstern, innen
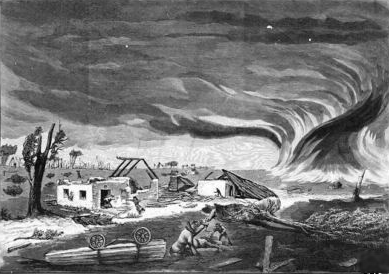
E. Kaiser, 1894
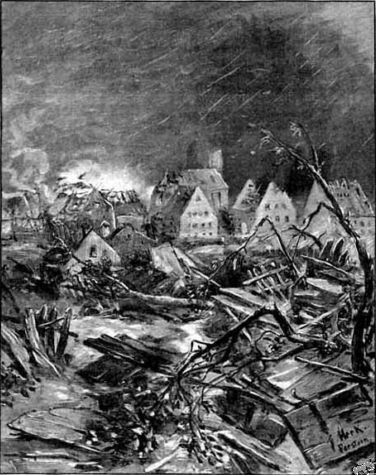
Edward Merk, 1895